# Alan García
Alan Gabriel Ludwig García Pérez (phát âm tiếng Tây Ban Nha: [Alan ɡaβɾjel luðwiɣ ɡarsi.a]; 23 tháng 5 năm 1949 – 17 tháng 4 năm 2019) là một chính trị gia Peru. Ông là tổng thống Peru trong giai đoạn 1985–1990 và một lần nữa từ năm 2006 đến năm 2011. Ông là nhà lãnh đạo của Đảng Aprista Peru và các thành viên duy nhất đã từng là tổng thống.
Nhiệm kỳ đầu tiên của García được đánh dấu bằng một cuộc khủng hoảng kinh tế nghiêm trọng, tình trạng bất ổn xã hội và bạo lực. Ông chạy đua tranh cử không thành công cho chức tổng thống vào năm 2001, thua trước Alejandro Toledo. Ông chạy đua tranh cử một lần nữa vào năm 2006 và được bầu vào nhiệm kỳ thứ hai, mặc dù nhiệm kỳ đầu tiên của mình trong năm 1980 được nhiều người xem đã được thảm họa. Trong nhiệm kỳ thứ hai của García, do sự gia tăng của giá kim loại, Peru trung bình bảy phần trăm tăng trưởng GDP một năm, lạm phát được tổ chức dưới ba trăm năm và đối chiếu dự trữ ngoại hối của Peru tại Mỹ 47 tỷ $; Tuy nhiên, nhiệm kỳ của García cũng dẫn đến gia tăng thiệt hại về môi trường theo các nhà phê bình, và gia tăng xung đột xã hội theo các quyền con người cơ quan thanh tra của quốc gia.
Ông được biết đến như một nhà hùng biện vô cùng tài năng và lôi cuốn. Ngày 17 tháng 4 năm 2019, García đã rút súng tự sát khi các sĩ quan cảnh sát đang chuẩn bị bắt giữ ông về các vấn đề liên quan đến vụ bê bối Odebrarou; ông qua đời vài giờ sau đó.